# Oreoneta alpina
Oreoneta alpina là một loài nhện trong họ Linyphiidae. Chúng được Kirill Yuryevich Eskov miêu tả năm 1987.